# Citharinus
Citharinus es un género de peces de la familia Citharinidae y de la orden de los Characiformes. 

## Especies
Actualmente hay seis especies reconocidas en este género:
- Citharinus citharus (É. Geoffroy Saint-Hilaire, 1809)
- Citharinus congicus (Boulenger, 1897)
- Citharinus eburneensis (Daget, 1962)
- Citharinus gibbosus (Boulenger, 1899)
- Citharinus latus (J. P. Müller & Troschel, 1844)
- Citharinus macrolepis (Boulenger, 1899)